# Георгий Стефан
Георгий Стефан (молд. Георге Штефан; умер 1668, Щецин) — господарь Молдавского княжества с 3 (13) апреля по 28 апреля (8 мая) 1653 и с 16 июля 1653 по 3 (13) марта 1658.
В 1653 году логофет Георгий Стефан, с заговорщиками, низложил (сверг) Василия Лупула, и турецким султаном он был назначен Молдавским господарём. В 1656 году Г. Стефан послал в Москву посольство, с просьбой принять Молдавское княжество в русское подданство, посольство подготовило договор, узнав об этом османы в 1658 году низложили его.

## Биография
Георгий Стефан был крупным молдавским боярином.
После заключения союза между Молдавским господарём Василием Лупу и запорожским гетманом Богданом Хмельницким молдавское боярство отвернулось от господаря. Этим воспользовались правители Валахии и Трансильвании, при содействии которых был организован заговор. Во главе заговорщиков стал Георгий Стефан. В Молдавию вошли трансильванские войска, к ним присоединились силы заговорщиков. Василий Лупу был вынужден бежать к Богдану Хмельницкому. Бояре направили в Стамбул послов с просьбой, чтобы «…султан не давал престола Василию Лупу, а утвердил Стефана, за которого стоит страна». Для Б. Хмельницкого было очень важно сохранить на молдавском престоле союзника, и он отправил в Молдавию 12-тысячную армию во главе с сыном Тимофеем. К запорожским казакам присоединились молдавские отряды, и совместная армия разбила войска Стефана, вошла в Валахию и захватила Бухарест. Однако в сражении у села Финты под Бухарестом молдавско-казацкое войско было разбито и вынуждено отступить из Валахии. В. Лупу отправился за помощью к Б. Хмельницкому, а Тимофей Хмельницкий с остатками войска укрепился рядом с Сучавой и более двух месяцев выдерживал осаду превосходящих сил противника. Во время осады Тимофей был убит, а казаки заключили мир и ушли на Украйну. Василий Лупу уже не мог претендовать на молдавский престол, вскоре он попал в Крымскую орду, а оттуда его направили в Стамбул, где он и скончался в тюремном заключении. Молдавским господарём был назначен турецким султаном Георгий Стефан.
Международное положение Стефана было шатким. В начале правления он опасался, что турки вновь посадят на престол Лупу. Внутри страны продолжалось народное восстание. Согласно донесениям русских купцов, Георгий Стефан боялся жить в Яссах и перенёс свою резиденцию в Роман, ближе к венгерской границе. Социальная опора Георгия Стефана в княжестве была узкой, и он был вынужден держать при дворе отряды иностранных солдат. В 1654 году вспыхнуло восстание наёмных солдат (сейменов), подавленное с большим трудом.

## Молдавско-украинско-русские отношения
Молдавское боярство вместе с Георгием Стефаном опасалось союза с украинским народом, провоцировавшим народные восстания и в соседней Молдавии, однако после Переяславской рады ситуация изменилась. Стефан уверился, что Россия будет подавлять любые бунты социальных низов, а выгодные условия союза Украины с Россией усилили стремление Молдавского княжества к освобождению от османского гнёта путём присоединения к России. Георгий Стефан боялся гнева Хмельницкого, потерявшего сына в Молдавии, однако Богдан Хмельницкий проявил себя сильным государственным деятелем и убедил Стефана, что не будет добиваться мести.
Стефан через Хмельницкого начал тайные переговоры с Москвой о переходе в русское подданство, так как среди молдавских бояр протурецкая партия была очень влиятельной, международное положение было сложным, а сам Стефан колебался. В начале 1654 года он направил в Чигирин к украинскому гетману, а потом в Москву Ивана Григорьева, который должен был обсудить условия вхождения Молдавии в состав России. Одновременно Георгий Стефан принял в Яссах русского посла Гавриила Самарина, а потом украинского посла есаула Демко. Однако через несколько месяцев Стефан, под давлением Османов и Трансильвании, перешёл на сторону Речи Посполитой, задержал запорожских послов, следовавших через Молдавию и начал подготовку к совместному с поляками походу против Украины. Россия прервала переговоры.
Через год Георгий Стефан вновь обратился к России за помощью, объяснив, что его отступничество было вынужденным. В мае 1656 году Москву было послано посольство Гедеона, которое через полгода добилось согласия о принятии Молдавии в состав России на крайне выгодных для княжества условиях. В январе 1657 года молдавское посольство вернулось в Яссы, но русское посольство, которое должно было принять присягу от Молдавии, так и не было послано из-за неблагоприятных международных обстоятельств. Россия не решилась идти на обострение отношений с поляками и турками.
В марте 1658 года Османская империя отстранила Георгия Стефана от власти, и он был вынужден бежать из страны на Запад. Господарём стал Георгий Гика.